# Notturno (Studio Murena)
Notturno è il quarto album della band italiana Studio Murena, pubblicato il 9 maggio 2025.

## Tracce
1. Another Day with Another Sun - 3:17
2. Baba Jaga - 3:01
3. Nostalgia (feat. Fabrizio Bosso) - 3:40
4. Tunnel (feat. Willie Peyote) - 2:51
5. Vienna [Interlude] - 2:04
6. Vienna - 3:24
7. Tre porte di paura (feat. Valeria perdonò) - 3:40
8. Oskar Kokoshka (feat. Riccardo sala) - 2:32
9. Vai Via (feat. Rodrigo D'Erasmo) - 3:23
10. Fuori Luogo (feat. Mezzosangue) - 3:09
11. Jazzhighlanders - 2:42

## Accoglienza
Il quarto album del sestetto milanese viene preceduto dal singolo "Jazzhighlanders" che, come spiega il gruppo, oltre ad essere uno dei primi brani composti per l'album, contiene anche delle sonorità ponte tra WadiruM, l'album precedente uscito nel maggio 2023, e il nuovo disco .
Per la realizzazione di Notturno lo Studio Murena ha potuto contare su alcuni artisti molto noti nel panorama musicale italiano come i rapper Willie Peyote e Mezzosangue, altri musicisti come il violinista Rodrigo D'Erasmo o il sassofonista Ricardo Sala (Già comparso negli album precedenti del gruppo).
I temi trattati in questo disco sono molti: Dall'amore in "Vai Via" e "Vienna" alla paura e agli incubi che sono protagonisti in "Tre porte di paura" passando pure per temi politici presenti in "Oskar Kokoshka" e in "Jazz Highlanders".

## Notturno Live Summer tour 2025
Il 4 aprile 2025, assieme all'uscita del singolo "Jazzhighlanders" vengono annunciati anche il tour estivo, durante il quale si esibiscono in tutta l'Italia su palchi importanti come quello del MI AMI Festival di Milano, che sancisce l'inizio del tour.

## Notturno Club Tour
Dopo il tour estivo il sestetto milanese tornerà a novembre con il "Notturno Club Tour" che si svolgerà nei club delle principali città italiane come Milano, Roma, Napoli e Torino durante il mese di novembre 2025.

## Formazione
- Amedeo Nan (Chitarra elettrica)
- Giovanni Ferrazzi (Campionatore)
- Lorenzo Carminati (Voce)
- Marco Falcon (Batteria)
- Matteo Castiglioni (Tastiera e Synth)
- Maurizio Gazzola (Basso elettrico)